# POM (Belgisch bedrijf)
POM (kort voor Peace of Mind) is een Belgisch fintechbedrijf gevestigd te Antwerpen dat zich specialiseert in digitale oplossingen voor facturatie, betalingen en debiteurenbeheer. POM biedt een SaaS-platform aan waarmee organisaties hun volledige invoice-to-cashproces kunnen automatiseren, inclusief het verzenden van facturen, het faciliteren van betalingen via betaallinks en QR-codes, en het opvolgen van openstaande bedragen met behulp van machine learning en AI-gestuurde workflows.

## Diensten
- POM Invoice: voor het aanmaken en verzenden van facturen via meerdere kanalen, waaronder e-mail, papier, sms en digitale platformen (zoals eBox en Peppol).
- POM Payment: voor het faciliteren van betalingen via betaallinks, QR-codes en integraties met betaalapps zoals Payconiq by Bancontact [1].
- POM Collect: voor de geautomatiseerde opvolging van openstaande facturen, met behulp van AI en machine learning om klantgedrag te analyseren en gepersonaliseerde communicatie te sturen.

## Geschiedenis
POM werd opgericht in 2014 door Johannes Vermeire en Tom Totté met als doel een betaaloplossing op de markt brengen die consumenten, zelfstandigen en bedrijven in staat stelt hun dagelijkse factuurbetalingen te volbrengen. In december 2022 ging POM samen met het Nederlandse Mail to Pay, een specialist in creditmanagementsoftware. Vanaf april 2024 opereert de ganse groep, die ook actief is in Duitsland, onder de naam POM. POM was in 2025 een van de snelst groeiende technologiebedrijven in Europa, het bedrijf stond tweemaal op rij in de FT1000 lijst van de Financial Times.
De QR-betaalcodes van POM zijn onder meer te vinden op facturen van energiebedrijven, watermaatschappijen, ziekenhuizen, scholen en overheden, waaronder de verkeersboetes van de Federale Overheidsdienst Justitie.